# Dana Hill

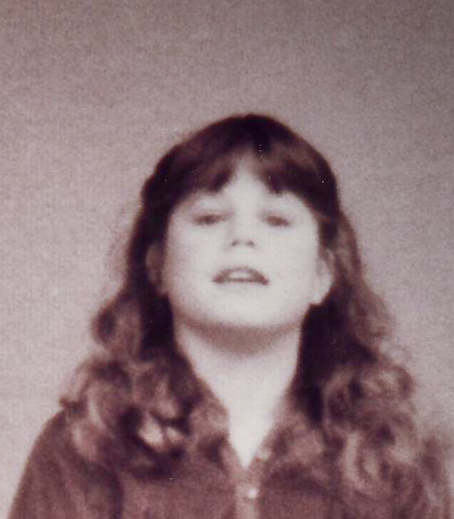
Dana Hill

Dana Hill (* 6. Mai 1964 als Dana Lynne Goetz in Los Angeles, Kalifornien; † 15. Juli 1996 in Burbank) war eine US-amerikanische Schauspielerin und Synchronsprecherin.

## Karriere
Goetz begann ihre Schauspielkarriere im Alter von zehn Jahren. Ab 1978 war sie regelmäßig in Gastauftritten in Fernsehserien wie Mork vom Ork, Magnum und Ein Colt für alle Fälle zu sehen. Daneben arbeitete sie auch am Theater und erhielt 1986 den Kritikerpreis des Los Angeles Drama Critics Circle. Ihre bekannteste Filmrolle spielte sie in Hilfe, die Amis kommen als Tochter von Chevy Chase.
Goetz war an Diabetes erkrankt – ihr Gesundheitszustand verschlechterte sich ab Mitte der 1980er Jahre zusehends. Sie wendete sich daher vermehrt der Synchronarbeit zu und sprach Rollen in den Zeichentrickfilmen Jetsons – Der Film und Tom und Jerry – Der Film sowie der Fernsehserie Rugrats.
Im Mai 1996 fiel sie zunächst in ein kurzzeitiges diabetisches Koma, am 5. Juni erlitt sie einen Schlaganfall und starb am 15. Juli im Alter von 32 Jahren an den Folgen ihrer Krankheit.

## Filmografie (Auswahl)

### Film
- 1982: Der Konflikt – Du oder Beide (Shoot the Moon)
- 1983: Cross Creek – Ich kämpfe um meine Freiheit (Cross Creek)
- 1985: Hilfe, die Amis kommen! (European Vacation)

### Fernsehen
- 1978: Mork vom Ork (Mork & Mindy, Fernsehserie, 1 Folge)
- 1979: Featherstone’s Nest (Fernsehfilm)
- 1979: Victor Charlie ruft Lima Sierra (The French Atlantic Affair, Fernseh-Miniserie, 3 Folgen)
- 1980: The $5.20 an Hour Dream (Fernsehfilm)
- 1980: The Kids Who Knew Too Much (Fernsehfilm)
- 1980: Disney-Land (Fernsehserie, 1 Folge)
- 1980: Junge Schicksale (ABC Afterschool Specials, Fernsehserie, 1 Folge)
- 1980: Eine amerikanische Familie (Family, Fernsehserie, 1 Folge)
- 1981: Fallen Angel (Fernsehfilm)
- 1981–1982: The Two of Us (Fernsehserie, 20 Folgen)
- 1982–1986: Ein Colt für alle Fälle (The Fall Guy, Fernsehserie, 3 Folgen)
- 1982: The Member of the Wedding (Fernsehfilm)
- 1983: Magnum (Magnum, P.I., Staffel 3 Folge 15 – Die Spielmacherin)
- 1983: Branagan and Mapes (Fernsehfilm)
- 1984: CBS Schoolbreak Special (Fernsehserie, 1 Folge)
- 1984: The Rousters (Fernsehserie, 1 Folge)
- 1984: Tod eines Teenagers (Silence of the Heart, Fernsehfilm)
- 1984–1985: Große Märchen mit großen Stars (Faerie Tale Theatre, Fernsehserie, 2 Folgen)
- 1985: Waiting to Act (Kurzfilm)
- 1986: Picnic (Fernsehfilm)
- 1986: Combat Academy (Combat High, Fernsehfilm)
- 1990: Sugar and Spice (Fernsehserie, 1 Folge)
- 1991: Grüße aus dem Jenseits (Shades of LA, Fernsehserie, 1 Folge)
- 1991: Final Verdict – Berufung ausgeschlossen (Final Verdict, Fernsehfilm)

### Synchronisation
- 1987: The Flintstone Kids (Fernsehserie, 1 Folge)
- 1987: Pound Puppies (Fernsehserie, 2 Folgen)
- 1987–1988: Oh Schreck, oh Graus: Die Supermaus (Mighty Mouse: The New Adventures, Fernsehserie, 19 Folgen)
- 1988: The Flintstone Kids’ Just Say No Special (Fernsehfilm)
- 1988: The New Yogi Bear Show (Fernsehserie, 4 Folgen)
- 1988–1989: The Adventures of Raggedy Ann & Andy (Fernsehserie, 8 Folgen)
- 1988–1989: Fantastic Max (Fernsehserie, 3 Folgen)
- 1989: Marvin: Baby of the Year (Fernsehfilm)
- 1989: The Karate Kid (Fernsehserie, 1 Folge)
- 1989: Dink, der kleine Saurier (Dink, the Little Dinosaur, Fernsehserie)
- 1989–1991: Disneys Gummibärenbande (Adventures of the Gummi Bears, Fernsehserie, 2 Folgen)
- 1990: Jetsons – Der Film (Jetsons: The Movie)
- 1990: Bill und Teds irre Abenteuer (Bill & Ted’s Excellent Adventures, Fernsehserie, 13 Folgen)
- 1990–1991: : Widget, the World Watcher (Fernsehserie, 14 Folgen)
- 1990–1994: Hallo Bobby (Fernsehserie, 4 Folgen)
- 1991: Rover & Daisy (Rover Dangerfield)
- 1991: Darkwing Duck – Der Schrecken der Bösewichte (Darkwing Duck, Fernsehserie, 13 Folgen)
- 1991: ProStars (Fernsehserie, 1 Folge)
- 1991–1992: Prinz Eisenherz (The Legend of Prince Valiant, Fernsehserie, 2 Folgen)
- 1991–1994: Rugrats (Fernsehserie, 8 Folgen)
- 1992: Tom und Jerry – Der Film (Tom and Jerry: The Movie)
- 1992: Teenage Mutant Hero Turtles (Fernsehserie, 1 Folge)
- 1992: Tom & Jerry Kids (Fernsehserie, 2 Folgen)
- 1992: Goof Troop Christmas (Fernsehkurzfilm)
- 1992: Goofy & Max (Fernsehserie, 76 Folgen)
- 1992: P.J. Sparkles (Fernsehfilm)
- 1993: Bonkers (Fernsehserie, 1 Folge)
- 1993: Droopy der Meisterdetektiv (Droopy: Master Detective, Fernsehserie, 1 Folge)
- 1993: Sonic (Fernsehserie, 12 Folgen)
- 1993–1994: Problemkind (Problem Child, Fernsehserie, 26 Folgen)
- 1994: Beethoven (Fernsehserie, 2 Folgen)
- 1994–1996: Der rosarote Panther – Die neuen Folgen (The Pink Panther, Fernsehserie, 19 Folgen)
- 1994–1997: Duckman: Private Dick/Family Man (Fernsehserie, 46 Folgen)
- 1995: What-a-Mess (Fernsehserie, 4 Folgen)
- 1996: Hot Rod Dogs & Cool Car Cats (Fernsehserie, 7 Folgen)
- 1996: Der Glöckner von Notre Dame (The Hunchback of Notre Dame)
- 1996: Adventures from the Book of Virtues (Fernsehserie, 1 Folge)
- 1996: Casper (Fernsehserie, 1 Folge)